# زاروهی باتویان
زاروهی والریانی باتویان (ارمنی: Զարուհի Վալերիանի Բաթոյան) زاده ۲۹ سپتامبر ۱۹۷۹ در ایروان) سیاستمدار اهل ارمنستان که از ژانویه ۲۰۱۹ تا ۲۰ نوامبر ۲۰۲۰ به عنوان وزیر کار و تأمین اجتماعی ارمنستان در کابینه نیکول پاشینیان خدمت کرد. وی در سال ۲۰۰۸ از دانشگاه دولتی ایروان فارغ‌التحصیل شده‌است.

## زندگی‌نامه
باتویان متولد ۱۹۷۹م در ایروان است. او از کودکی دارای معلولیت حرکتی بود و به همین دلیل دوران تحصیل خود را در منزل گذراند. باتویان از همان دوران نوجوانی فعالیت‌های اجتماعی‌اش را شروع کرد و سردبیر ماهنامه «آفتابگردان» شد. آفتابگردان نشریه‌ای برای کودکان و نوجوانان است که خود آنان مطالب آن را می‌نویسند و تهیه می‌کنند. پس از پایان تحصیلات متوسطه، باتویان با هدف کسب تخصص و دانش، تصمیم به ادامه تحصیل در دانشگاه گرفت و سرانجام، از دانشگاه دولتی ایروان با درجه کارشناسی ارشد در رشته روزنامه‌نگاری فارغ‌التحصیل شد. از همان دوران دانشجویی در مؤسسات و نهادهای گوناگون برای دفاع از حقوق زنان و معلولان فعالیت داشت. او در مقام کارشناس مسائل معلولان با برنامه عمران سازمان ملل متحد و چندین سازمان بین‌المللی دیگر همکاری کرده. همچنین، برای دفاع از حقوق معلولان، با کمک جمعی از دوستان، سازمانی نیز بنا نهاده‌است. وی پس از چندی در مقام فعال مدنی و مدافع حقوق زنان و افراد کم توان وارد عرصه سیاست شد. در ۲۰۱۷م، به مدت یک سال عضو شورای شهر ایروان بود و در انقلاب و تحولات سیاسی ۲۰۱۸م، حضوری فعال داشت. با روی کار آمدن نیکول پاشینیان در سمت نخست‌وزیر جدید، زاروهی باتویان، ابتدا به سمت معاون وزارت کار و امور اجتماعی برگزیده شد و از ژانویه ۲۰۱۹م، در مقام وزیر کار و امور اجتماعی جمهوری ارمنستان مشغول به فعالیت است.